# Сепаратизм у Пакистані
Сепаратизм у Пакистані — явище, викликане прагненням корінних народів, що компактно проживають на території Пакистану, до утворення незалежних національних держав.

## Пуштунський сепаратизм

Прапор прихильників створення Пуштуністану в 1947 році.

Позиції влади Афганістану і Пакистану з проблеми Пуштуністану сильно розрізняються. Так, позиція Афганістану по включенню пуштунських територій у свій склад категорично відкидається Пакистаном. Афганістан пояснює свої претензії на пакистанські пуштунські райони тим, що він був основним регіоном проживання пуштунів, починаючи з 1709 року династії Хотакі й у часи Дурранійської імперії. Згідно з історичними джерелами, афганські племена прийшли в долину Пешавар тільки після 800 року, коли відбулися ісламські завоювання цієї області.

## Белуджський сепаратизм

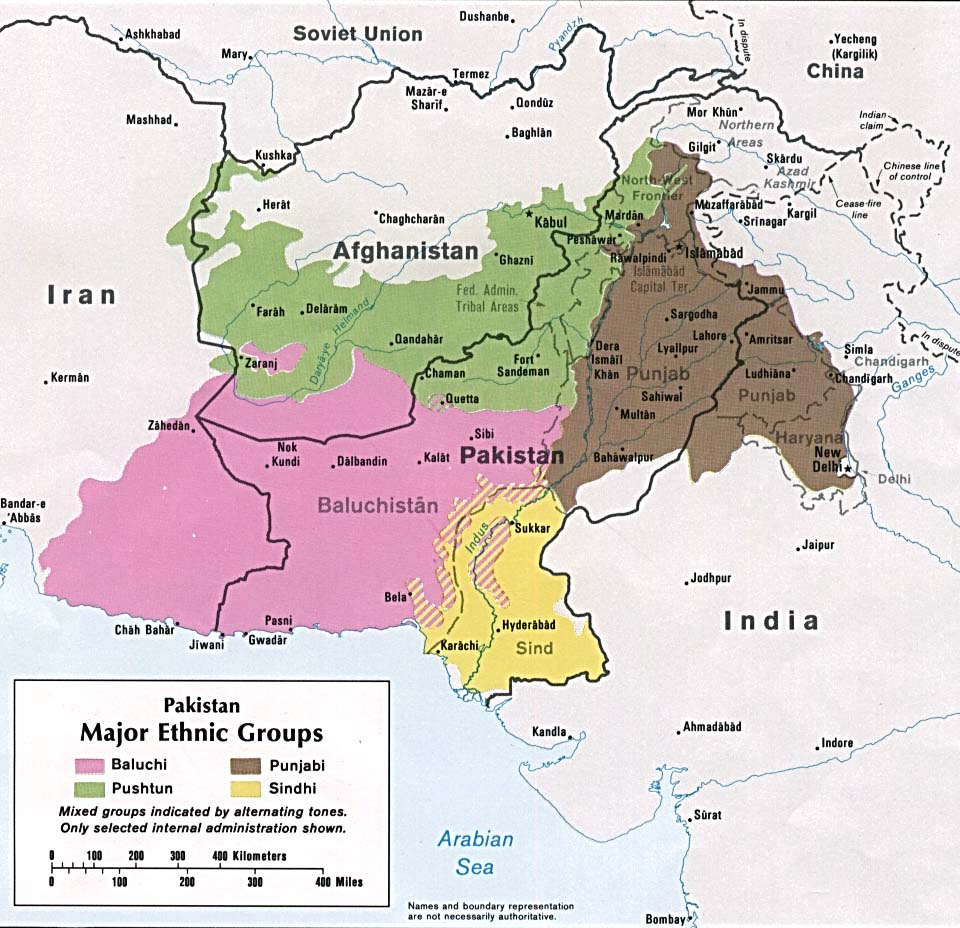
Белуджистан (рожевий)

Збройний конфлікт у Белуджистані почався в 1948 році й триває до цього часу. Урядам Ірану і Пакистану протистоять націоналісти-белуджі, що домагаються незалежності розділеного народу. З найбільших військових формувань у Белуджистані діють Визвольна армія Белуджистану і Джундаллу.